# Hangolókulcs

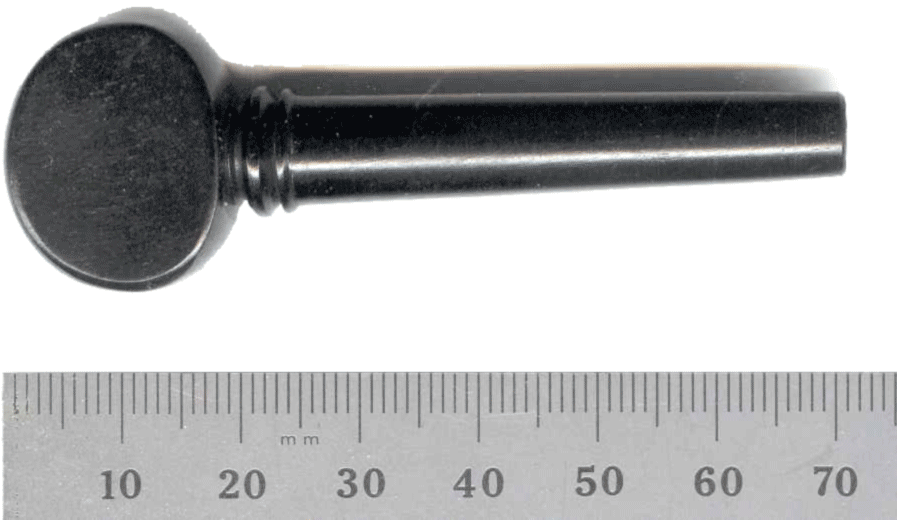
Hegedű kulcsa

A hangolókulcs vagy egyszerűen kulcs a húros hangszerek alkatrésze, egy ergonomikusan kialakított fadarab, ami a húrok megfeszítésére, hangolására szolgál. A hangszernek a kulcsokat hordozó részét kulcsszekrénynek, hangolófejnek nevezzük. A kulcs szárának enyhén kúpszerű formája van, ami a kulcsszekrény hasonlóan kúpszerű furatába illeszkedik. Forgatásakor a húr feltekeredik rá, megfeszül, ilyenkor a kulcs a helyzetét a tapadó súrlódás révén tartja meg. 
A kulcsok a nyakhoz képest állhatnak oldalsó helyzetben (például hegedű, lant), de állhatnak az előlapi oldal felé nézve (például fidula), vagy hátlapi oldal felé nézve (például barokk gitár). Anyaguk keményfa, legtöbbször ébenfa, grenadilfa, paliszander, bukszus.
A vonós hangszereken a hangolást gyakran finomhangolók könnyítik meg, a kulcsokat csak durva hangoláshoz használják. Egyes hangszereknél (például gitár, nagybőgő) a kulcsot csigakerekes áttétellel működő húrgéppel helyettesítik. 